# 이노우에 요시카
이노우에 요시카(일본어: 井上良馨, 1845년(고카 2년 11월 3일) ~ 1929년(쇼와 4년) 3월 22일)는 막말부터 메이지 시대까지 활동한 일본 제국의 군인이다. 원수·해군대장 종일위 대훈위 공이급 자작이다.
사쓰마 번사 이노우에 시치로의 장남으로 태어났다.
1875년(메이지 8년) 가와무라 스미요시의 명령에 따라 운요호의 함장이었던 이노우에 소좌는 조선군 강화도 포대에 대한 도발을 개시하여 운요호 사건이 발발하게 된다.